# توکوگاوا یوشیمونه
توکوگاوا یوشیمونه (به ژاپنی: 徳川吉宗) (زاده: ۱۶۸۴، درگذشت: ۱۷۵۱ میلادی) هشتمین شوگون در دوره ادو در ژاپن بود. پدر او توکوگاوا میتسوسادا سومین نسل از توکوگاوا ایه‌یاسو بنیان‌گذار شوگون‌سالاری توکوگاوا بود و توکوگاوا یوشیمونه چهارمین پسر او بود. شوگون قبلی توکوگاوا ایه‌تسوگو در سن ۶ سالگی درگذشت. توکوگاوا یوشیمونه پسر هیچ‌یک از شوگون‌های قبلی نبود. بنیان‌گذار شوگون‌سالاری توکوگاوا یعنی توکوگاوا ایه‌یاسو پس از انقراض شوگون‌های میناموتو در سال ۱۲۱۹ به‌خوبی از بالا بودن خطر انقراض به علت مرگ، هنگامی که قدرت تنها به فرزندان شوگون قبلی منتقل شود، آگاه بود. وی در هنگامی که پسرش توکوگاوا هیده‌تادا دومین شوگون بود، قوانینی ایجاد کرد که در هنگامی که هیچ پسری در خانوادهٔ شوگون در حال قدرت وجود نداشته باشد، قدرت به پسران نسل سه پسر دیگرش انتقال یابد.
پس از او پسر بزرگش توکوگاوا ایه‌شیگه به عنوان نهمین شوگون به قدرت رسید.